# Хашим ибн Абд Манаф
Ха́шим ибн Абд Мана́ф аль-Кураши (араб. هاشم بن عبد مناف‎; ок. 464, Мекка — 497, Палестина), настоящее имя Амр аль-Ула (араб. عمرو العلا‎) — прадед исламского пророка Мухаммеда и прародитель клана Бану Хашим племени курайшитов. Из клана Бану Хашим происходят династии исламских правителей (Аббасиды, Хашимиты, Алиды и др.)

## Биография
Хашим был богатым и влиятельным человеком. Согласно преданию, во время голода в Мекке он выехал в Палестину, купил там много муки. Вернувшись в Мекку, он пёк хлеб, крошил его в мясной бульон и угощал этой похлёбкой голодавших людей. Поэтому его назвали Хашимом (Ломающий, от арабского глагола هشم [хашама] — «ломать», «разбивать»).
У Хашима были хорошие торговые отношения с йеменцами и сирийцами. Он был женат на Сальме — дочери Амра ибн Зейда, в доме которого однажды остановился, приехав в Медину (Ясриб). Он увез её с собой в Сирию, но вернулся в Медину и оставил Сальму у её отца, чтобы она разрешилась от бремени. Сам Хашим уехал в Сирию, но умер в Палестине. Приблизительно в 497 году Сальма родила сына, которого назвали Шейбой (Абд аль-Мутталиб). Всего же у Хашима было четыре сына и пять дочерей, но его род по мужской линии продолжил только Абд аль-Мутталиб.